# ユーリエ・フォン・ブランデンブルク
ゾフィー・ユーリエ・フォン・ブランデンブルク（Sophie Julie Gräfin von Brandenburg, 1793年1月4日 - 1848年1月27日）は、アンハルト＝ケーテン公フェルディナント・フリードリヒの2番目の妻。

## 生涯
プロイセン王フリードリヒ・ヴィルヘルム2世とその貴賤結婚・重婚の相手の一人である愛妾ゾフィー・フォン・デーンホフ伯爵夫人の間に生まれた。同腹の兄フリードリヒ・ヴィルヘルムは、1848年から1850年までプロイセン宰相を務めた。
ユーリエはプロイセン宮内長官のファレンティン・フォン・マッソー（Valentin von Massow）の屋敷で育てられた。若い頃のユーリエはプロイセン宮廷で最も美しい女性と言われ、オルトヴィヒ・フォン・ナッツマー (de) を始めとする大勢の崇拝者がいたが、彼女は身分不相応だとして彼らの求婚には応じなかった。
1816年、ユーリエはアンハルト＝ケーテン公フェルディナント・フリードリヒと結婚した。公爵夫妻に子供は生まれなかった。1825年10月25日、アンハルト＝ケーテン公爵夫妻はパリを訪れた際、イエズス会司祭ルーサンの勧めをうけてカトリックに改宗した。ユーリエは1827年1月13日になって、自らプロイセン宮廷を訪れて異母兄のフリードリヒ・ヴィルヘルム3世に直接改宗の事実を伝えた。
結果、プロイセン宮廷はユーリエに対する怒りの声に包まれ、宮廷の人々はケーテン公爵夫妻を激しく罵った。ベルリン宮廷とケーテン宮廷の連絡は、ライプツィヒ駐在のオーストリア総領事アダム・ミュラー (en) が担った。1828年にはケーテンにローマ教皇庁の在外公館が置かれているが、ケーテン在住のカトリック信徒は公爵夫妻に仕えるカトリック聖職者だけであった。
1830年に夫と死別すると、ユーリエは聴罪司祭ピーテル・ベックス（後に第22代イエズス会総長）を伴ってウィーンに移り、1848年に亡くなった。ユーリエと夫の遺骸は、ケーテンの宮殿に公爵夫妻が建てたカトリックのザンクト・マリア城内教会の礼拝堂に納められている。